# Дор (почуття)
Дор (вимовл. /dor/, від лат. Dolus — походить від Dolor — біль) — це слово румунського походження, що виражає суміш почуттів: ностальгії, меланхолії, болю, радості та означає постійне нестримне бажання знову побачити щось або когось, дорогого серцю, і заново пережити минулі приємні моменти.

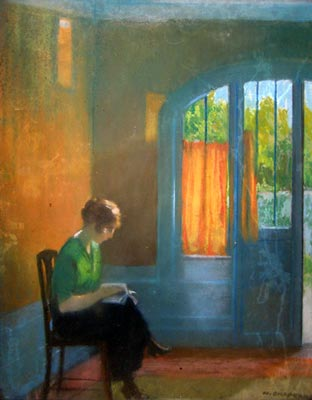
Femeie in interior de Nicolae Gropeanu

У французькій мові не існує прямого відповідника, проте Мірча Гога дав визначення слову «dor» як: «туга» (фр. «ardente langueur») або як «почуття суму, радості, вічної ніжності, бажання, гіркоти та нерозділеного кохання».
Ізабела Васіліу-Скраба дала своє визначення «dor», як «почуття душі», тобто «тривожність, обволікаюча меланхолія, ностальгія, що заколисує думки, вічна жага жити та кохати».
Спільнокореневе слово «doina» використовується, щоб обговорювати поетичні твори румунського фольклору, розповідаючи про перипетії життя.

## Що спричиняє це почуття?
Серед звичних факторів, що призводять до появи «dor», такі:
- відсутність поряд близьких (родини та друзів);
- смерть близької людини;
- довге перебування на далекій відстані від місць, що дорогі серцю людини;
- припинення звичного заняття (роботи, навчання, відпочинку, спорту тощо);
- згадка про приємні моменти;
- відсутність речі, що важлива людині.

## Відповідники иншими мовами
У португальській мові слово «saudade» близьке за смислом до слова «dor»
У іспанській мові термін «añoranza» означає: "з сумом згадувати про відсутність або втрату певної людини чи речі, що була близька серцю.
У словацькій мові слова «clivota» чи «cnenie» позначають ностальгію за чимось, що викликає сум. Те ж саме тлумачення має німецьке слово «Sehnsucht».
У амхарській мові «tezeta» містить у собі той самий сенс, як і «assouf» у тамашекській. Останні два також позначають музичні стилі.
У галлійській слово «hiraeth» близьке за значенням до «dor» і мова йде так само про ностальгію, пов'язану з певною людиною чи часом.

## Приклади цитат
«„Дор“ — сукупність ніжності та ностальгії, кохання та самотності, розчарування та віри в життя, казковості сну та прив'язаності до реальності» — Франсуа Перу «Економіка та культура Румунії»